# Formlatex
Formlatex har egenskaper som liknar latex men är av en annan kvalitet som lämpar sig bättrre för till exempel gjutningar i gipsformar.